# Morgea freidbergi
Morgea freidbergi är en tvåvingeart som beskrevs av Mcalpine 1981. Morgea freidbergi ingår i släktet Morgea och familjen prickflugor.
Artens utbredningsområde är Israel. Inga underarter finns listade i Catalogue of Life.